# Fraser-Gräber
Die altägyptische Nekropole mit dem Namen Fraser-Gräber (englisch: Fraser Tombs, gelegentlich auch fälschlich Frazer Tombs) befindet sich etwa zehn Kilometer nordöstlich von al-Minya und ca. zwei Kilometer südlich von Tihna al-Dschabal in Mittelägypten.

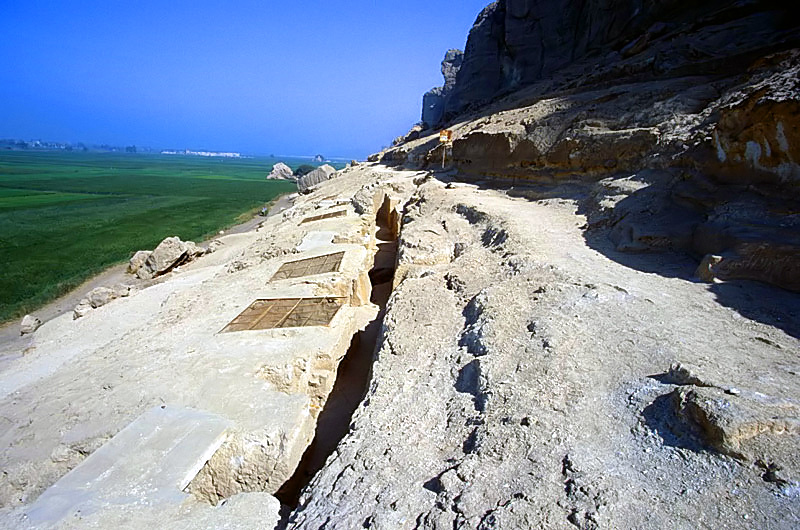
Fraser-Gräber

## Geschichte
Diese Felsengräber gehören zum ca. drei Kilometer langen Friedhof des antiken Akoris (auch Mer-nefer(et), Per-Imen-mAt-chent(j), TA-dehenet) und stammen aus der 4. bzw. 5. altägyptischen Dynastie. Die Grabherrn waren Gutsverwalter der königlichen Güter. In der 5. Dynastie sind sie auch Priester der Göttin Hathor.

## Erforschung
Diese Gräber wurden erstmals im Herbst 1853 vom deutschen Ägyptologen Heinrich Brugsch entdeckt und zuerst vom britischen Bauingenieur George Willoughby Fraser beschrieben, dessen Namen sie heute tragen.

## Details

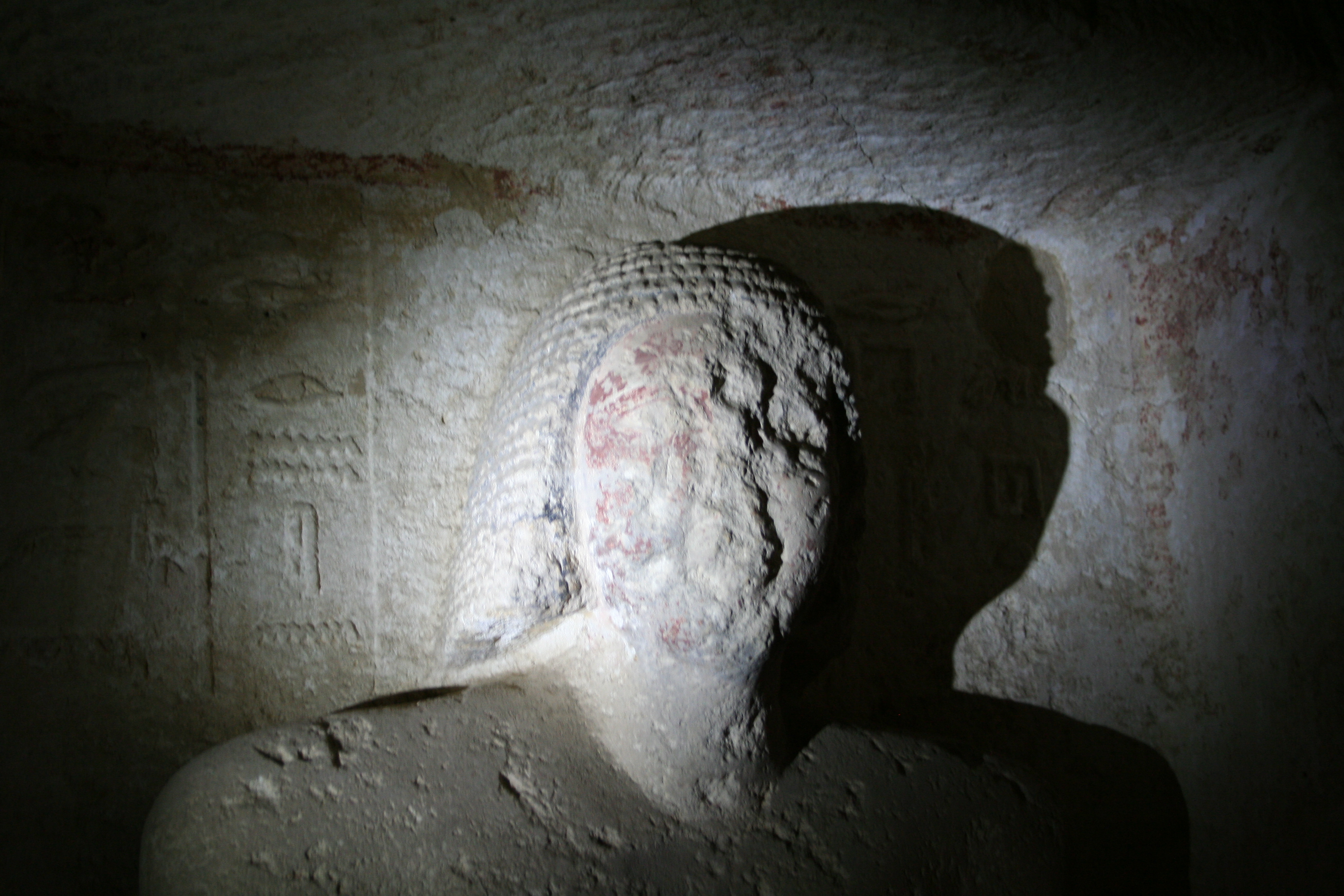
Statue des Neka-Anch

Vier der 15 nummerierten Gräber besitzen Statuen im Halbprofil und hieroglyphische Texte des Alten Reiches. Das bedeutendste Grab ist das zweite Grab des Ni-anch-kay (Neka-Anch), das die Form eines Mastabagrabes hat. Es ist aber aus dem Fels geschlagen. Die Dekoration der schmallangen Opferräume besteht neben den Statuen aus Opferlisten und Testamenten.
Die selten von Touristen besuchten Gräber sind öffentlich zugänglich.
- Grab 12 Kaihep
- Grab 13 Nikaianch (I.)
- Grab 15 Nikaianch (II.)